# Letnie Mistrzostwa Polski w Kombinacji Norweskiej 2024
Letnie Mistrzostwa Polski w Kombinacji Norweskiej 2024 – 29. edycja mistrzostw, zorganizowana przez Polski Związek Narciarski, która odbyła się w dniu 19 października 2024 roku w Zakopanem. 
Tytułu wywalczonego przed rokiem bronił Kacper Jarząbek.
Zawodnicy rywalizowali o tytuł mistrza Polski na Średniej Krokwi w Zakopanem oraz trasach narciarstwa biegowego COS OPO Zakopane. Złoty medal zdobył Andrzej Waliczek (TS Wisła Zakopane), srebrny medal wywalczył Miłosz Krzempek (WSS Wisła) natomiast brązowy medal zdobył Kacper Jarząbek (TS Wisła Zakopane).